# Heaven Knows (альбом PinkPantheress)
Heaven Knows — дебютный студийный альбом британской певицы PinkPantheress (Виктория Беверли Уокер). Он был выпущен 10 ноября 2023 года лейблом Warner UK. Он следует за её микстейпом 2021 года To Hell with It и включает синглы «Boy’s a Liar Pt. 2» с Ice Spice, «Mosquito», «Capable of Love» и «Nice to Meet You» с участием британского рэпера Central Cee.
Heaven Knows получил положительные отзывы критиков, журнал Rolling Stone включил его в список лучших альбомов 2023 года.

## История
В интервью NME 3 февраля 2023 года PinkPantheress выразила желание «сместиться в сторону других стилей музыки» и раскрыла планы по потенциальному выпуску своего дебютного альбома в конце того же года. После успеха «Boy’s a Liar Pt. 2» в начале 2023 года и выпуска «Mosquito» в сентябре PinkPantheress анонсировала альбом 12 октября. Она заявила, что альбом представляет собой «совокупность музыки, которую она создала за последние два года», и тематически посвящён «умиротворению себя в своём одиночестве», а также «путешествию из ада в чистилище, но я не против быть там».

## Отзывы
| Совокупная оценка    | Совокупная оценка |
| Источник             | Оценка            |
| -------------------- | ----------------- |
| Metacritic           | 80/100            |
| Оценки критиков      |                   |
| Источник             | Оценка            |
| AllMusic             | [ 7 ]             |
| Clash                | 9/10              |
| Dork                 | [ 9 ]             |
| The Guardian         | [ 10 ]            |
| The Line of Best Fit | 8/10              |
| NME                  | [ 12 ]            |
| Paste                | 7.8/10            |
| Pitchfork            | 6.4/10            |
| The Telegraph        | [ 15 ]            |

Альбом получил положительные отзывы музыкальной критики и интернет-изданий: Allmusic.
На интернет-агрегаторе Metacritic, который присваивает нормализованный рейтинг из 100 баллов по рецензиям основных изданий, альбом получил средний балл 80 на основе 15 рецензий, что свидетельствует о «благоприятных отзывах».
Лариша Пол из Rolling Stone написала, что «если PinkPantheress часто кажется дрейфующей в опасениях и одиночестве, она населяет различные чистилищные состояния альбома с той же уверенностью, которая сделала её ранние релизы такими привлекательными», отметив, что она «никогда не бывает полностью расстроена» и когда она «заходит в тупик, она просто строит новую дорогу вперёд с нуля». Эбигейл Ферт из Dork считает, что альбом «сохраняет творческий дух PinkPantheress, но упаковывает его в гораздо более ловкое, при поддержке Муры Масы, производство», называя его «совершенно безграничной записью». Танатат Хуттапан из The Line of Best Fit заявила, что «запах смертности и реинкарнации сопровождает большую часть Heaven Knows», и считает, что «более удовлетворительным результатом сотрудничества является харизматичное звуковое оформление альбома», предоставленное его продюсерами.
Алекс Риготти из NME заявил, что «есть также множество моментов, когда Пинк бросает вызов своему собственному звучанию, которое раньше без устали причисляли к „Y2K встречает drum’n’bass“. На Heaven Knows есть органы, табла, слайды дрель-баса и барабаны в стиле рок, и все это говорит о стремлении к артистизму, которое будет продолжаться и после этого дебюта». Рецензируя альбом для AllMusic, Пол Симпсон описал его как "полностью разработанное усовершенствование быстрого, замысловато аранжированного поп-стиля, которым она стала известна, с текстами о романтических увлечениях под пульсирующий «жидкий» драм-н-бейс (ликвид-фанк), британский гэридж и фильтр-хаус ритмы. Колин Джойс из Pitchfork отметил, что PinkPantheress «превращает свои нервные, эмоциональные миниатюры в поп-песни, которые кажутся более экстравертными, более радостными, а иногда и более законченными», а также «раскрывает её способности как автора, продюсера и куратора гостевых мест».

### Итоговые списки
| Публикация    | Список                      | Ранг | Ссылка |
| ------------- | --------------------------- | ---- | ------ |
| Rolling Stone | The 100 Best Albums of 2023 | 64   | [ 17 ] |

## Список композиций
| №                   | Название                                           | Автор(ы)                                                            | Продюсеры                                                               | Длительность |
| ------------------- | -------------------------------------------------- | ------------------------------------------------------------------- | ----------------------------------------------------------------------- | ------------ |
| 1.                  | «Another Life» (при участии Rema)                  | PinkPantheress Greg Kurstin Rema                                    | Kurstin PinkPantheress Mura Masa [a] Count Baldor [a]                   | 2:52         |
| 2.                  | «True Romance»                                     | PinkPantheress Kurstin Daniel Aroesti                               | Kurstin PinkPantheress Mura Masa [a] Phil [a]                           | 2:16         |
| 3.                  | «Mosquito»                                         | PinkPantheress Oscar Scheller Kurstin                               | Kurstin PinkPantheress Mura Masa [a] Phil [a]                           | 2:27         |
| 4.                  | «The Aisle»                                        | PinkPantheress Phil Scheller                                        | Scheller PinkPantheress Phil Mura Masa [a]                              | 2:45         |
| 5.                  | «Nice to Meet You» (при участии Central Cee)       | PinkPantheress Gary James Kemp Count Baldor Central Cee Cash Cobain | Cash Cobain Count Baldor PinkPantheress Mura Masa [a] Phil [a]          | 2:42         |
| 6.                  | «Bury Me» (при участии Kelela)                     | PinkPantheress Phil Kelela Bnyx Bethel Da Silva Neto Presplay       | Bnyx Presplay PinkPantheress Wonder Phil Mura Masa [a] Count Baldor [a] | 2:04         |
| 7.                  | «Internet Baby» (Interlude)                        | PinkPantheress Phil London on da Track Vitals                       | London on da Track PinkPantheress Vitals Mura Masa [a] Phil [a]         | 2:11         |
| 8.                  | «Ophelia»                                          | PinkPantheress Danny L Harle                                        | Harle PinkPantheress Mura Masa Count Baldor [a] Phil [a]                | 2:35         |
| 9.                  | «Feel Complete»                                    | PinkPantheress Ozedkius Oxlade Alexander Crossan                    | Mura Masa PinkPantheress                                                | 2:43         |
| 10.                 | «Blue»                                             | PinkPantheress Sam Gellaitry                                        | PinkPantheress Gellaitry Mura Masa [a]                                  | 3:01         |
| 11.                 | «Feelings»                                         | PinkPantheress Bnyx F1lthy                                          | Bnyx F1lthy PinkPantheress                                              | 2:40         |
| 12.                 | «Capable of Love»                                  | PinkPantheress Risc                                                 | PinkPantheress Risc Phil [a] Mura Masa [a] Count Baldor [a]             | 3:43         |
| 13.                 | «Boy's a Liar Pt. 2» (с Ice Spice) (бонусный трек) | PinkPantheress Crossan Isis Gaston                                  | PinkPantheress Mura Masa                                                | 2:11         |
| Общая длительность: | Общая длительность:                                | Общая длительность:                                                 | Общая длительность:                                                     | 34:10        |

Замечания
- ↑  дополнительный продюсер
- [18][19][20].

## Чарты
| Чарт (2023)                       | Высшая позиция |
| --------------------------------- | -------------- |
| Австралия (ARIA)                  | 98             |
| Бельгия/Фландрия (Ultratop)       | 102            |
| Канада (Canadian Albums Chart)    | 59             |
| Франция (SNEP)                    | 166            |
| Венгрия Physical Albums (MAHASZ)  | 21             |
| Ирландия (Irish Albums Chart)     | 16             |
| Новая Зеландия (RMNZ)             | 30             |
| Шотландия (Scottish Albums Chart) | 22             |
| Швейцария (Schweizer Hitparade)   | 84             |
| Великобритания (UK Albums Chart)  | 28             |
| США (Billboard 200)               | 61             |

## Сертификации
| Регион                                                                      | Сертификация | Продажи |
| --------------------------------------------------------------------------- | ------------ | ------- |
| Канада (Music Canada)                                                       | Золотой      | 40 000  |
| Данные о продажах + прослушиваниях приведены только на основе сертификации. |              |         |